# Seconda guerra balcanica
La seconda guerra balcanica (in albanese Lufta e dytë ballkanike; in bulgaro Междусъюзническа война?, Meždusăjuzničeska vojna, "Guerra tra gli alleati"; in greco Δεύτερος βαλκανικός πόλεμος?, Dèfteros valkanikòs pòlemos; in macedone Втора балканска војна?, Vtora balkanska vojna; in romeno Al doilea război balcanic; in serbo Други балкански рат?, Drugi balkanski rat; in turco İkinci balkan savaşı) fu un conflitto scatenatosi nella omonima penisola europea nel giugno del 1913 in seguito alla prima guerra balcanica e fu una delle cause che avrebbero condotto alla prima guerra mondiale.

## Premesse e conflitto
In seguito al trattato di Londra, firmato il 30 maggio 1913 nella capitale britannica fra l'Impero ottomano e la Lega Balcanica (Regno di Serbia, Regno di Grecia, Regno di Bulgaria e Regno del Montenegro), l'Impero Ottomano dovette cedere alle nazioni vincitrici tutto il territorio che si estendeva oltre la linea Enos-Midia, eccetto l'Albania, i cui confini e governo furono affidati alle potenze europee.
Ma fu proprio questa spartizione delle spoglie europee dell'Impero ottomano a causare la seconda guerra balcanica. Il Regno di Bulgaria, che non voleva riconoscere l'annessione della maggior parte della Macedonia alla Serbia, il 29 giugno del 1913 attaccò i suoi ex alleati della Lega Balcanica. Greci, Serbi e Montenegrini resistettero però all'attacco dell'ex alleato bulgaro, passando in seguito all'offensiva. Dello scoppio di questo nuovo conflitto nei Balcani subito approfittarono gli Ottomani, che il 20 luglio 1913 attaccarono la Bulgaria orientale riconquistando Adrianopoli, e i Rumeni, che, avanzando pretese sulla Dobrugia, scesero in armi contro i Bulgari e, passato il Danubio, si diressero a Sofia.

## La pace di Bucarest
Al termine del conflitto, il 10 agosto del 1913, dopo faticose trattative si raggiunse un accordo e a Bucarest fu firmata una pace, che avrebbe modificato profondamente la geografia politica dei Balcani:
- alla Grecia, oltre all'isola di Creta, vennero assegnate Salonicco, la regione dell'Epiro, una buona parte della Macedonia (fino a Bitola) e Cavala.
- al Montenegro venne ceduto qualche lembo dell'Albania settentrionale e la parte di Novi Pazar.
- alla Serbia venne raddoppiato quasi il suo territorio, annettendo quasi totalmente la Macedonia
- alla Romania venne assegnata Silistra, quasi tutta la Dobrugia e parte della costa bulgara sul Mar Nero.

## La nascita di un nuovo Stato: l'Albania

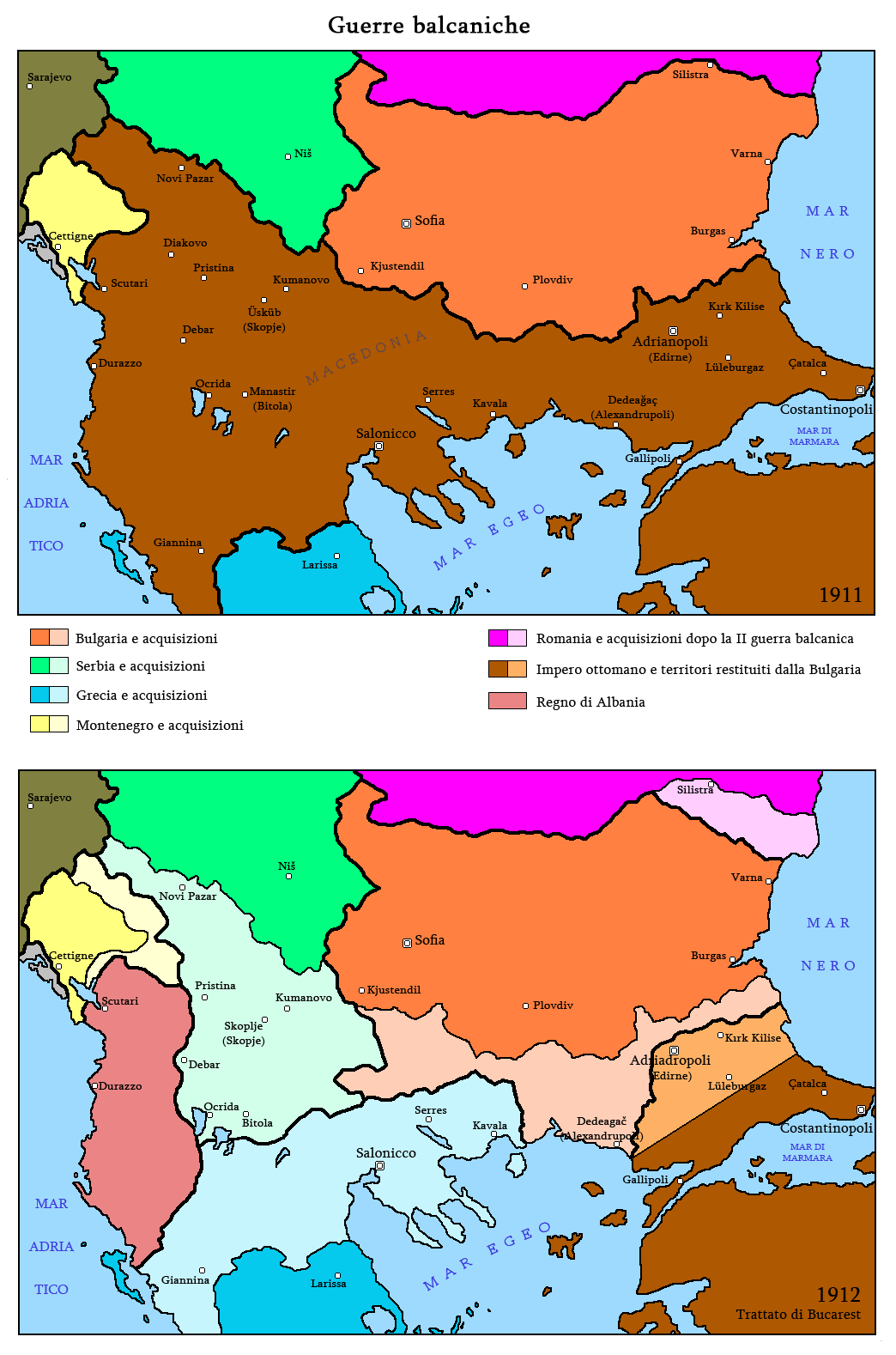
Assetto confinario prima e dopo le guerre balcaniche

In seguito al termine della guerra e alla conferenza degli ambasciatori a Londra, l'Albania, almeno apparentemente, venne proclamata stato indipendente, retta su un principato ereditario neutrale. Fu una vera impresa trovare un sovrano per il nascente stato albanese: scartate le proposte di dare il trono al principe Ghica, si tentò di proporre la guida della nuova monarchia prima al marchese d'Auletta Giovanni V Castriota Scanderbeg, in seguito al principe Napoleone, figlio di Gerolamo e di Clotilde di Savoia, e fu alla fine scelto il principe tedesco Guglielmo di Wied, nipote della Regina Elisabetta di Wied.

## Le ripercussioni in Europa della seconda guerra balcanica
Concluse dunque in questo modo, le due guerre balcaniche lasciavano i Balcani in una “pace” che aveva tutto l'aspetto di un armistizio di un conflitto in corso, che non dava un assetto definitivo alla situazione politica della penisola. Di tutti gli stati che parteciparono alla conferenza di pace di Bucarest, l'unico che ne uscì pienamente soddisfatto fu il Regno di Romania, che riuscì ad avere tutte le terre che si aspettava di ottenere.
La Grecia avrebbe voluto impadronirsi di una parte dell'Albania Meridionale e creare grattacapi all'Italia, nel tentativo di alimentare l'irredentismo nelle isole del Dodecaneso, che erano state occupate dall'Italia nel 1912. Un grande malcontento nacque anche nel Regno del Montenegro, che avrebbe aspirato a mantenere il controllo su Scutari e altri territori, e nella Serbia.
La Bulgaria venne accusata dell'intenzione di voler togliere alla Grecia la città di Salonicco e di voler privare la Serbia della Macedonia, e questi timori furono alla base di un trattato tra le due nazioni, per salvaguardarsi a vicenda in caso di un attacco bulgaro.
Considerando come vennero lasciate in sospeso alcune questioni nei Balcani in seguito alle due guerre, è facile immaginare, soprattutto osservando la Serbia che non faceva mistero della sua ambizione di voler riunire tutti i popoli slavi sotto la propria corona (attirandosi le antipatie dell'Austria-Ungheria), come ben presto la situazione politica dell'area balcanica sarebbe stata una delle scintille che avrebbero dato luogo ad un conflitto in cui per la prima volta sarebbero state coinvolte tutte le grandi potenze europee, l'America e l'Asia: la prima guerra mondiale.

## Voci correlate

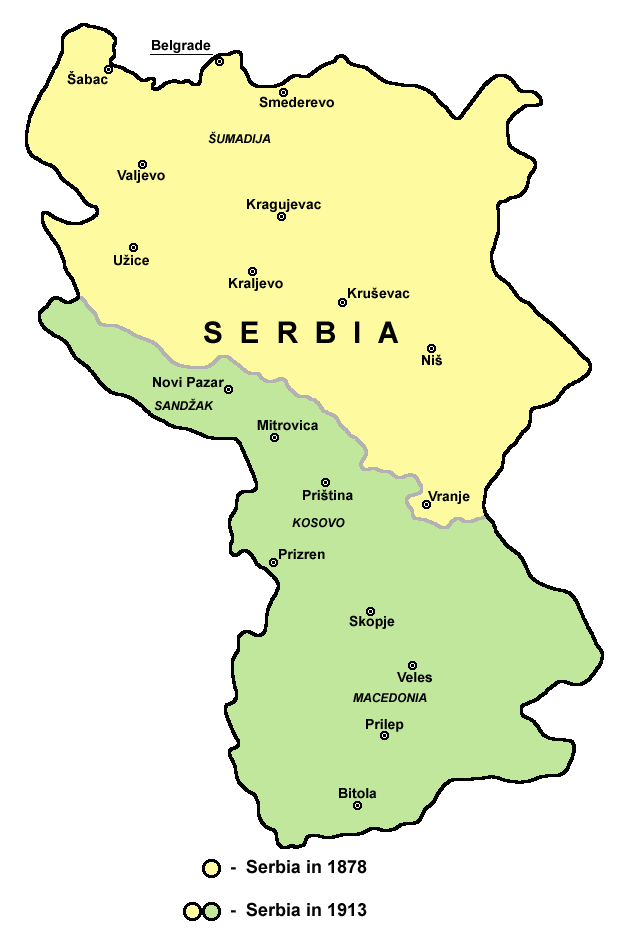